# Adam Amilkar Kosiński

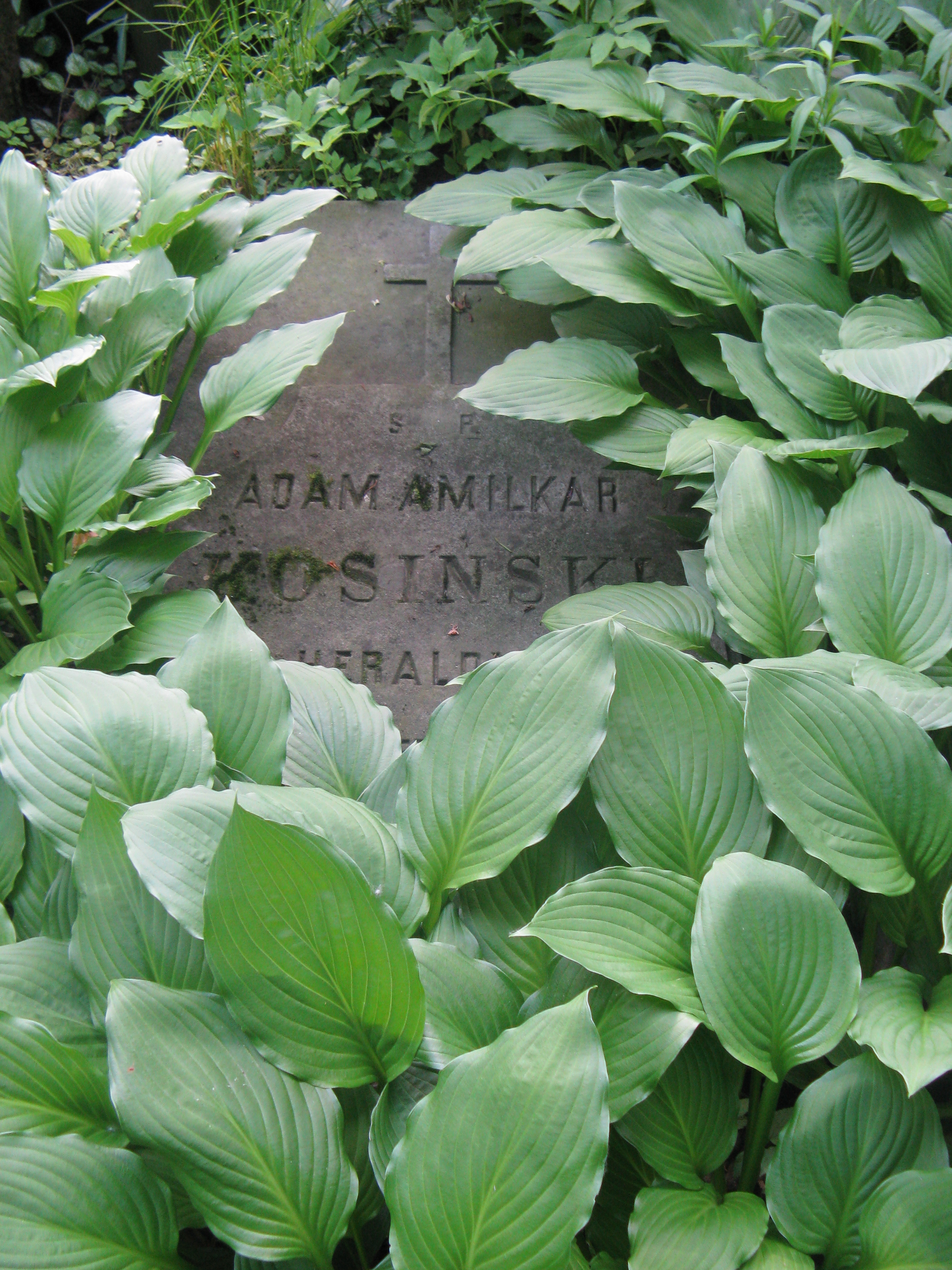
Grób Adama Amilkara Kosińskiego na cmentarzu Powązkowskim

Adam Amilkar Kosiński herbu Koziński II, pseud. Baron von Biberstein (1815–1893) – polski powieściopisarz i heraldyk.

## Życiorys
Urodził się w miejscowości Cholewy w guberni warszawskiej. Nauki pobierał w Liceum Warszawskiem. Brał udział w powstaniu listopadowym, prawdopodobnie, ze względu na młody wiek, w Akademickiej Gwardii Honorowej. Najpierw był nauczycielem prywatnym, w 1852 r. ożenił się z Antoniną Myszkowską i osiadł w jej majątku pod Częstochową. Początkowo swoje powieści publikował w różnych czasopismach, m.in. w "Bibliotece Warszawskiej", "Pielgrzymie", po 1843 r. znaczniejsze dzieła wydawał w Lipsku, Warszawie i Wilnie. Pisał głównie powieści historyczne chociaż nie odznaczały się one ścisłością historyczną, jego opowiadania żołnierskie były w pewnym stopniu naśladowane z francuskiego. 
Pod koniec życia poświęcił się heraldyce. Jego autorstwa był nierzetelny pięciotomowy Przewodnik heraldyczny wydawany w latach 1877–1885. Przy jego wydatnym udziale powstał 15-tomowy Herbarz szlachty polskiej autorstwa Seweryna Uruskiego.
Zmarł w 1893 r., został pochowany na cmentarzu Powązkowskim w Warszawie (kwatera 79-3-11).

## Twórczość
- Powiastki i opowiadania żołnierskie z wojen od 1799 do 1812 r., 3 tomy, Lipsk 1845
- Powieści z dziejów polskich, 3 tomy, Warszawa 1845
- Powieści staroszlacheckie: szkice przeszłości, 3 tomy, Warszawa 1847
- Przejażdżki po kraju: powiastki i obrazki, 3 tomy, Warszawa 1847
- Magnaci i szlachta: szkice przeszłości, 3 tomy, Warszawa 1851
- Powieści i legendy, 4 tomy, Warszawa 1851
- Miasta, wsie i zamki polskie: powieści i obrazki, 4 tomy, Wilno 1851
- Dziecię królewskie, 3 tomy, Wilno 1851
- Ostatni książęta Mazowieccy: powieść historyczna, 3 tomy, Warszawa 1852
- Dwa obrazki z przeszłości: powieści historyczne, Wilno 1852
- Ukrainka, Wilno 1852
- Czarno i biało: krew hetmańska, Wilno 1853
- Obrazki dawne i tegoczesne, 3 tomy, Warszawa 1855
- Przewodnik heraldyczny: monografie kilkudziesięciu znakomitych rodzin, spis rodzin senatorskich i tytuły honorowe posiadających, 5 tomów, Kraków 1877